# Museo Arquidiocesano de Arte Religioso de Popayán
El Museo Arquidiocesano de Arte Religioso de Popayán, es uno de los centros culturales más importantes de la capital del Departamento del Cauca, además de poseer una de las colecciones de arte colonial religioso más valioso del suroccidente colombiano, legado que la hacen célebremente conocida como ''La Jerusalén de América''. La sede se ubica en el Centro Histórico de Popayán, específicamente sobre la calle 4 (conocida en su tiempo como la Calle de Santo Domingo).
Este museo resguarda una gran cantidad de tesoros que ayudan a comprender la influencia y relevancia que tenía Popayán desde los tiempos de su fundación el 13 de enero de 1537 hasta bien entrado el siglo XX debido a su estratégica posición entre Santa Fe y Quito, además de las adyacentes minas del Chocó y Barbacoas y el puerto de Buenaventura que atrajeron la atención de familias aristócratas españolas y criollas. Donde la ciudad perteneció a varias entidades políticas ibéricas y nacionales que van desde la propia Provincia de Popayán pasado por la Real Audiencia de Quito, el Virreinato de la Nueva Granada y las distintas repúblicas desde la independencia hasta terribles eventos como el saqueo de arte y bienes valiosos eclesiásticos por orden de Antonio Nariño o la Enajenación de las propiedades de la iglesia por mandato del presidente payanes Tomás Cipriano de Mosquera y la consecuente expulsión de todas las órdenes religiosas de la región.
Debido a la importante que suponen las colecciones para la evolución del arte religioso del suroccidente del país, además de poseer una de las mejores muestras de orfebrería de toda la nación, el museo fue declarado como Monumento Nacional de Colombia por medio del Decreto 2248 11 -xii- del año de 1996, aunque previamente la casona junto con todo el centro ya había sido catalogada con tal distinción como tal en 30 de diciembre de 1959.

## Historia del Edificio

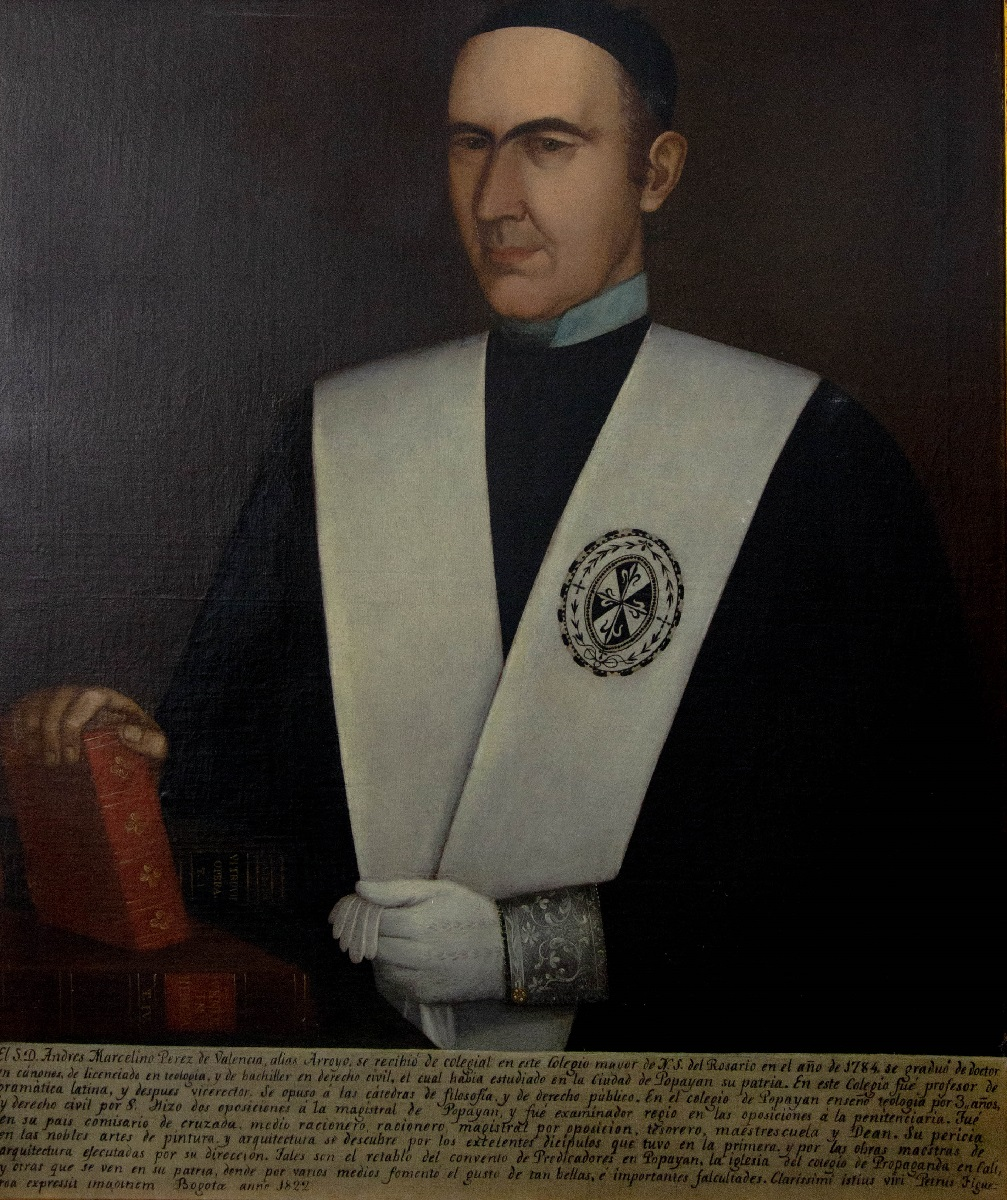
Retrato del clérigo que diseñó los planos de la casona del museo.

La casona donde actualmente funciona la sede del museo tienen su origen después del violento terremoto de 1736, al quedar el sector totalmente arrasado incluido el templo de la Orden de los Predicadores, fue surgiendo un nuevo movimiento arquitectónico que mezclaba el típico colonial español y barroco neogranadino con las nuevas ideas e influjos del estilo neoclásico que comenzaba a ser una verdadera moda entre las monarquías europeas del siglo XVIII, por lo que inevitablemente este tipo de expresión llegarían a las colonias de las mismas, entre ellas las de Sudamérica. De forma especial en la ciudad se le denominó ''Estilo Popayán'' a esta innovadora manera de construcción.
Aquí fue cuando hace su aparición el conocido clérigo y arquitecto nacido en Popayán don Marcelino Pérez de Arroyo y Valencia quien fue un gran propagador del estilo Neoclásico en el suroccidente colombiano, dejando testimonio de esto en edificios como la iglesia de San Francisco de Cali o en su ciudad natal como la Catedral o algunas casonas del centro. Y es cuando el realizaba todos estos encargos cuando fue contactado por la familia Arboleda para la reedificación de su residencia, la cual se ubicaría al costado norte de la iglesia de Santo Domingo (aún en remodelaciones), se propone que hacia inicios de la década de 1780 por ahí en el año de 1783 comenzaron las obras bajo los planos de Arroyo y Valencia, las cuales terminaron hacia 1786.
Cuenta con dos pisos, donde para entrar al primero cuenta con dos imponentes portales gemelos como accesos principales los cuales se componen de dos columnas de fuste liso y capitel dórico que levantan un friso bordeado por una reja que cumple la función de balcón, cuya entrada esta enmarcada por pilares y un frontón triangular en su parte superior. Al interior tiene dos patios empedrados rodeados por una serie de arcos de medio punto. En su pario norte de haya en el centro la bóveda con las valiosas custodias payanesas. que es de construcción más reciente.

## Creación del Museo

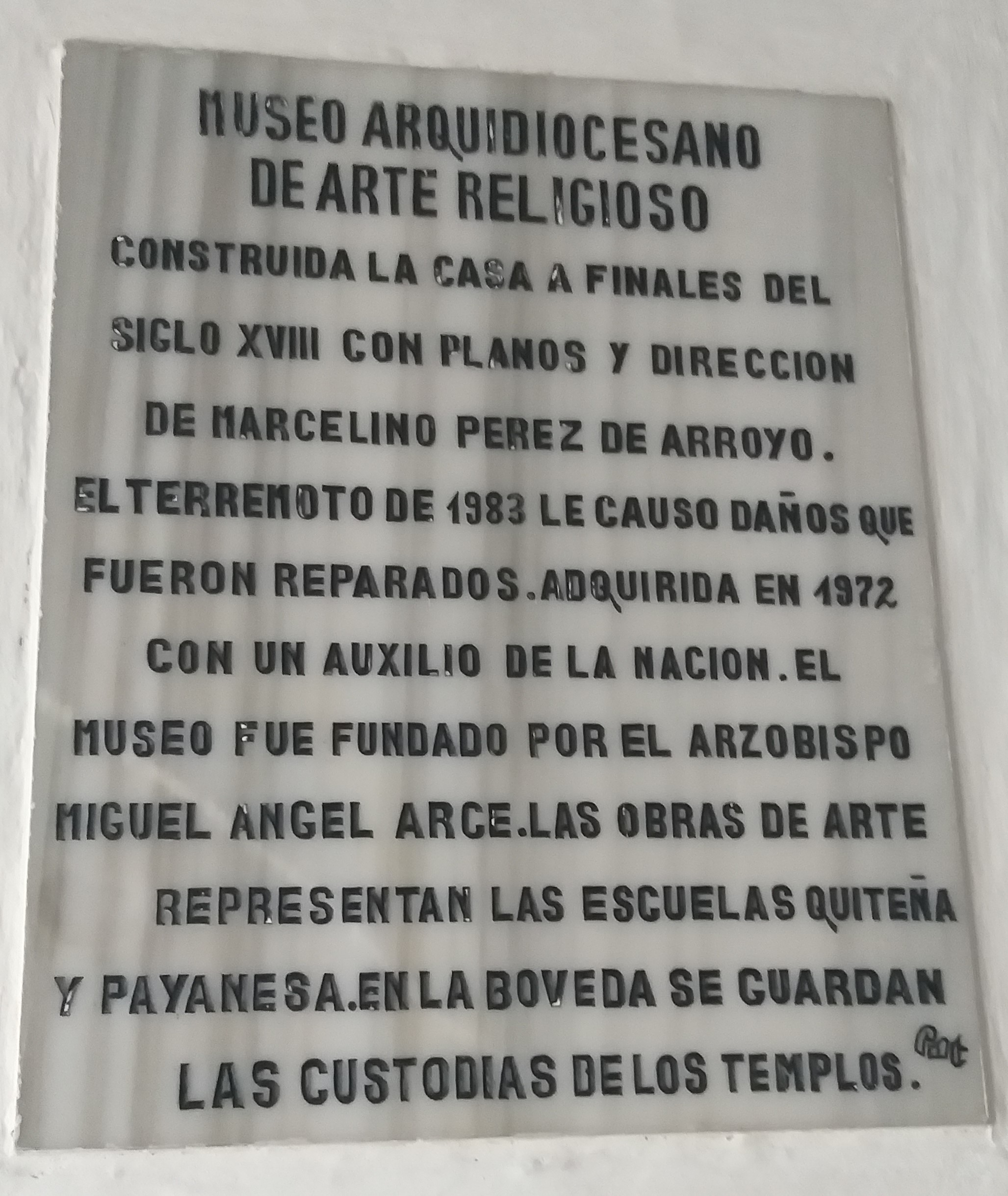
Placa que recuerda la historia del museo

A causa de todos los desastres naturales que constantemente sufre Popayán debido a su situación geográfica, las malas técnicas de conservación sumando el hecho de los múltiples saqueos del patrimonio eclesiástico que sufrieron las iglesias desde la época independentista hasta la republicana fue que se vio la necesidad de salvaguardar los grandes tesoros que aún tenía la Arquidiócesis de Popayán que se componía de ornamentos litúrgicos entre ellos las custodias hechas con finos y valiosos materiales, imaginería y pinturas de las escuelas quiteñas, española, italiana y payanesa haciéndola muy variada en estilos y épocas ya que abarcaban tiempos desde los siglos XVI al XX.
Por ende, fue gracias al intenso activismo y voluntad del arzobispo de ese entonces, monseñor Miguel Ángel Arce Vivas que por medio de los decretos arzobispales 386 del 10 de octubre de 1972 y 026 del 12 de julio de 1977 se dio por creado el museo de arte religioso con el fin de proteger, conservar, catalogar restaurar, exhibir las numerosas obras de propiedad de la Arquidiócesis, de las parroquias, iglesias, conventos y en lo posible de particulares. Pero no fue sino hasta el 12 de septiembre de 1979 cuando se inauguraron oficialmente las instalaciones para la exposición permanente a propios y turistas nacionales y extranjeros.

## Terremoto de 1983

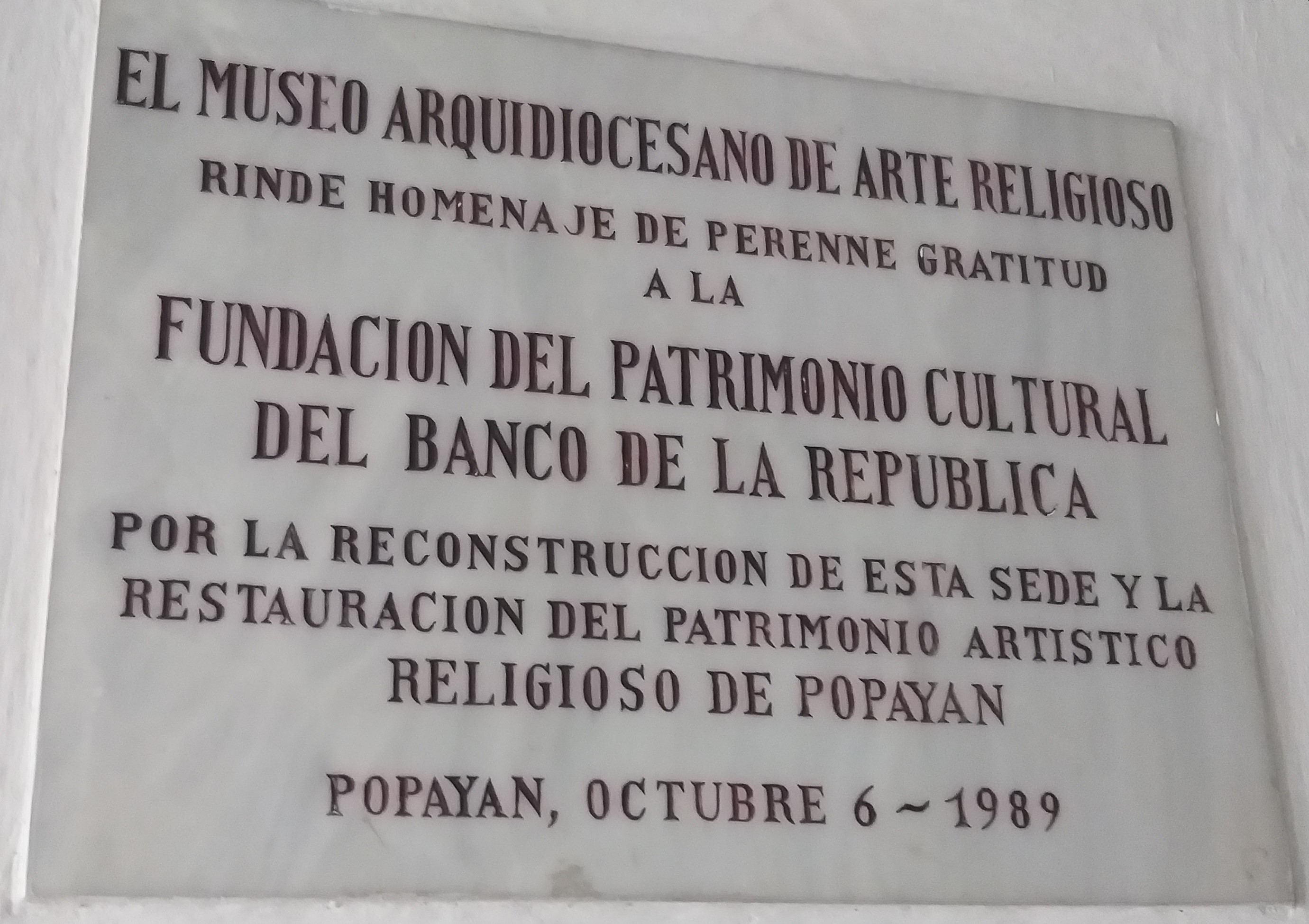
Placa que recuerda la reconstrucción del museo

El Jueves Santo 31 de marzo de 1983 a las 8:15 a. m. el centro histórico sufrió de un violento terremoto que duró 18 segundos y de una magnitud de 5.610 sobre la escala de Richter con una intensidad VIII grados en la escala de Mercalli dejando la ciudad semidestruida, entre ellos los templos y la catedral quedaron en ruinas por lo que peligraron gravemente a los tesoros de la iglesia con el riesgo de un saqueo a mitad del caos de la tragedia.
Sumando el hecho que la casona del museo fue seriamente averiada por el sismo se vio la urgente necesidad de resguardad el legado colonial religioso del centro, por lo que todas las colecciones y piezas de arte se pusieron bajo la protección del Banco de la República, específicamente a la Fundación del Patrimonio Cultural. Mientras tanto, las valiosas custodias fueron rescatadas de los derruidos templos y puestas en la bóveda del Banco para evitar el expolio clandestino.
En tanto se iniciaron los trabajos de restauración de la casona del siglo XVIII, los cuales finalizaron hacia octubre de 1989, instalándose una placa conmemorativa de la invaluable ayuda del Banco de la República. 

## Salas de Exposición y Contenido
De acuerdo al recorrido planteado por el mismo museo, se comienza por el segundo piso y termina en el primer piso, de modo que la ruta empieza por:

### Segundo Piso

#### Sala 201: Sala Introducción al Arte Religioso
Las obras que aquí se exhiben son:
1. La Anunciación - Óleo sobre mármol
2. Madona Italiana - Óleo sobre lienzo
3. La Virgen del Silencio - Óleo sobre lienzo Italiano anónimo del siglo XVI
4. La Piedad - (La cual es una reproducción de la Virgen del Topo de Bogotá, mandada a hacer por el Deán Mateo de Castrillón para la iglesia de Santo Domingo) - Óleo del círculo de Luis de Morales ''El Divino'' del siglo XVIII.
5. Adoración de las cinco razas a la Santa Cruz - Óleo de Rafael Troya del año de 1879
6. La Virgen con el Niño - Óleo sobre lienzo
7. Recordatorio de la Tesis de don Cristóbal de Mosquera - Óleo sobre lienzo del siglo XVIII
8. El Martirio de Santa Bárbara - Óleo sobre lienzo

#### Sala 202: Sala de Arte Quiteño
Las obras que aquí se exhiben son:
1. Virgen del Rosario y el Purgatorio - Óleo Quiteño del siglo XVIII
2. Nacimiento - Óleo sobre lienzo
3. Arcángel entronizado en un nicho - Talla Quiteña policromada
4. La Sagrada Familia y San Lorenzo - Óleo
5. La Sagrada Familia con San Joaquín y Santa Ana - Óleo sobre lienzo del siglo XVIII
6. Madre Mariana de San Estanislao y Saa - (Quien fue promotora de la construcción de la iglesia de la Encarnación y abadesa del convento) - Óleo anónimo del siglo XVIII
7. San Francisco de Asís
8. Arcángel San Gabriel - Talla en madera policromada
9. San Jerónimo - Óleo parte de la colección de los cuatro doctores de la iglesia
10. San Gregorio Magno - Óleo parte de la colección de los cuatro doctores de la iglesia
11. San Agustín - Óleo parte de la colección de los cuatro doctores de la iglesia
12. San Ambrosio - Óleo parte de la colección de los cuatro doctores de la iglesia

#### Sala 203: Sala Legarda
Las obras que aquí se exhiben son:
1. Inmaculada del Apocalipsis - (Conocida a su vez como la Virgen de Quito) - Talla en madera policromada del círculo de Legarda sobre un gigante orbe de plata.[2]
2. Colección de Ángeles - Tallas en madera policromadas
3. Colección de Arcángeles - Tallas en madera policromadas
4. Profeta Jonás - Talla en madera policromada
5. Profeta Elías - Talla en madera policromada
6. Inmaculada del Apocalipsis - Óleo Quiteño del siglo XVIII
7. Nuestra Señora de los Remedios - Óleo sobre lienzo

#### Sala 204: Sala Caspicara
Las obras que aquí se exhiben son:
1. Crucifijo de Cristo Agonizante - Talla quiteña policromada
2. Calvario con Cristo Muerto - Conjunto de tallas del círculo de Manuel Chili Caspicara
3. Cristo Muerto con ángeles en miniatura - Tallas en madera policromadas
4. Calvario con Cristo Agonizante - Conjunto de tallas del círculo de Caspicara
5. Nuestra Señora de la Asunción, del Reposo o del Tránsito -  (También conocida como Nuestra Señora de la Asunción de Popayán, patrona de Popayán y de la Catedral, Talla Quiteña del siglo XVIII, obra de Manuel Chili Caspicara.[3]
6. Niño de la Pasión con cruz de carey - Talla en madera policromada
7. Niño Jesús dormido en concha de plata - Talla policromada en cocha de plata repujada
8. La Adoración de los Reyes - Políptico quiteño para culto particular
9. Conjunto de Arcángeles - Tallas en madera para vestir
10. Nacimiento de Jesús - Tallas Quiteñas del siglo XVIII
11. Niño Jesús en la cuna - Talla en madera policromada

#### Sala 205: Sala La Capilla
Las obras que aquí se exhiben son:
1. Calicero del Cristo - Talla en madera
2. Mesa de Credencia con accesorio-atril y paños
3. Juego de Sacras
4. San Francisco de Paula - Talla en madera para vestir Napolitana o Italiana
5. Facistol - Mueble para los libros de coro de los canónigos
6. Estandarte procesional con vara de plata
7. Retablo barroco de Cristo - Con las imágenes de santos, briceros-candelabro en dorado y atriles
8. Reclinatorio con soportes torneados
9. Conjunto de Arcángeles . Tallas en madera policromadas
10. San Pedro - Óleo sobre lienzo
11. Vitrinas con floreros y objetos de culto
12. Palio o Sitial de la Catedral de Popayán (Usado para la Fiesta del Corpus Christi y para resguardar a la custodia que hoy se halla en la bóveda)
13. Candeleros
14. San Joaquín - Talla en madera estofada con oro proveniente de España
15. San Juan Nepomuceno - Talla en madera para vestir procedente de Española
16. Porta Incensario con naveta
17. Pastoricitos en nichos - Tallas policromadas
18. Tenebrario - Hecho en madera con espacio para 15 velas
19. Arcángeles - Óleo en Lienzo

#### Sala 206: Sala Última Cena
Las obras que aquí se exhiben son:
1. Tríptico de la Última Cena - (Escena central de la cena de Cristo con sus discípulos, acompañados por San Francisco de Asís y San Pedro de Alcántara) - Óleo de autoría de Bernardo Rodríguez fechado en 1782
2. Colección del ''Apostolado'' - (Cuadros de los 12 apóstoles con sus escenas de martirio al fondo, reproducción de los que se encuentran en la iglesia de San Francisco) - Óleos sobre lienzo provenientes de Francia.
3. San Buenaventura - Talla en madera policromada
4. San Ignacio de Loyola - Talla en madera
5. Cabeza de San Juan Bautista - Óleo pintado por Pedro Tello
6. Cabeza de San Pablo - Óleo pintado por Pedro Tello

#### Sala 207: Sala Cortez
Las obras que aquí se exhiben son:
1. Nacimiento - Óleo sobre lienzo
2. La Circuncisión - Óleo del siglo XVIII
3. Descanso de la huida de Egipto - Óleo sobre lienzo
4. Presentación del Niño Jesús en el Templo - Óleo
5. Colección ''Serie Mariana'' - Conjunto de Óleos pintados sobre láminas de cobre con escenas de la vida de la Virgen María del taller payanés de los Hermanos Cortés Alcocer del siglo XVIII[4]
6. El Bautismo de Jesús - Óleo sobre lienzo
7. San Miguel - Obra realizada por José Cortez en el año 1771
8. Inmaculada del Apocalipsis - Talla quiteña del siglo XVIII
9. San Joaquín, Santa Ana y la Virgen Niña - Conjunto de tallas quiteñas del siglo XVIII

#### Sala 208: Sala Influencias de Arte
Las obras que aquí se exhiben son:
1. Virgen de las Mercedes - Óleo sobre lienzo
2. San Antonio de Padua - Óleo sobre lienzo
3. Virgen con el niño - Óleo sobre lienzo
4. Santa Margarita de Cortona - Óleo sobre lienzo
5. Santa Clara de Asís - Óleo sobre lienzo
6. Virgen del Calvario - Óleo sobre lienzo
7. Virgen Inmaculada - Óleo sobre lienzo
8. Virgen del Niño - Óleo sobre lienzo
9. Amo Jesús - Talla Española del siglo XVIII - (Parte del paso de ''El amo Jesús'' de San Agustín que desfila en la procesión del Martes Santo en la Semana Santa)
10. Simón de Cirene con la Cruz - Talla Española del siglo XVIII - (Parte del paso de ''El amo Jesús'' de San Agustín que desfila en la procesión del Martes Santo en la Semana Santa)
11. Judas Tadeo Apóstol - Grabado Italiano sobre vidrio
12. San Matías Apóstol - Grabado Italiano sobre vidrio
13. Jesucristo - Grabado Italiano sobre vidrio
14. Santiago el mayor Apóstol - Grabado Italiano sobre vidrio
15. Santiago el menor Apóstol - Grabado Italiano sobre vidrio
16. San Simón Apóstol - Grabado Italiano sobre vidrio
17. San Felipe Apóstol - Grabado Italiano sobre vidrio
18. Santo Tomás Apóstol - Grabado Italiano sobre vidrio
19. San Gregorio Magno
20. San Jerónimo
21. San Ambrosio
22. San Pablo
23. San Vicente Ferrer
24. San Buenaventura
25. La Virgen de la Almudena - Óleo sobre lienzo
26. Santa Ana y la Virgen - Óleo sobre lienzo

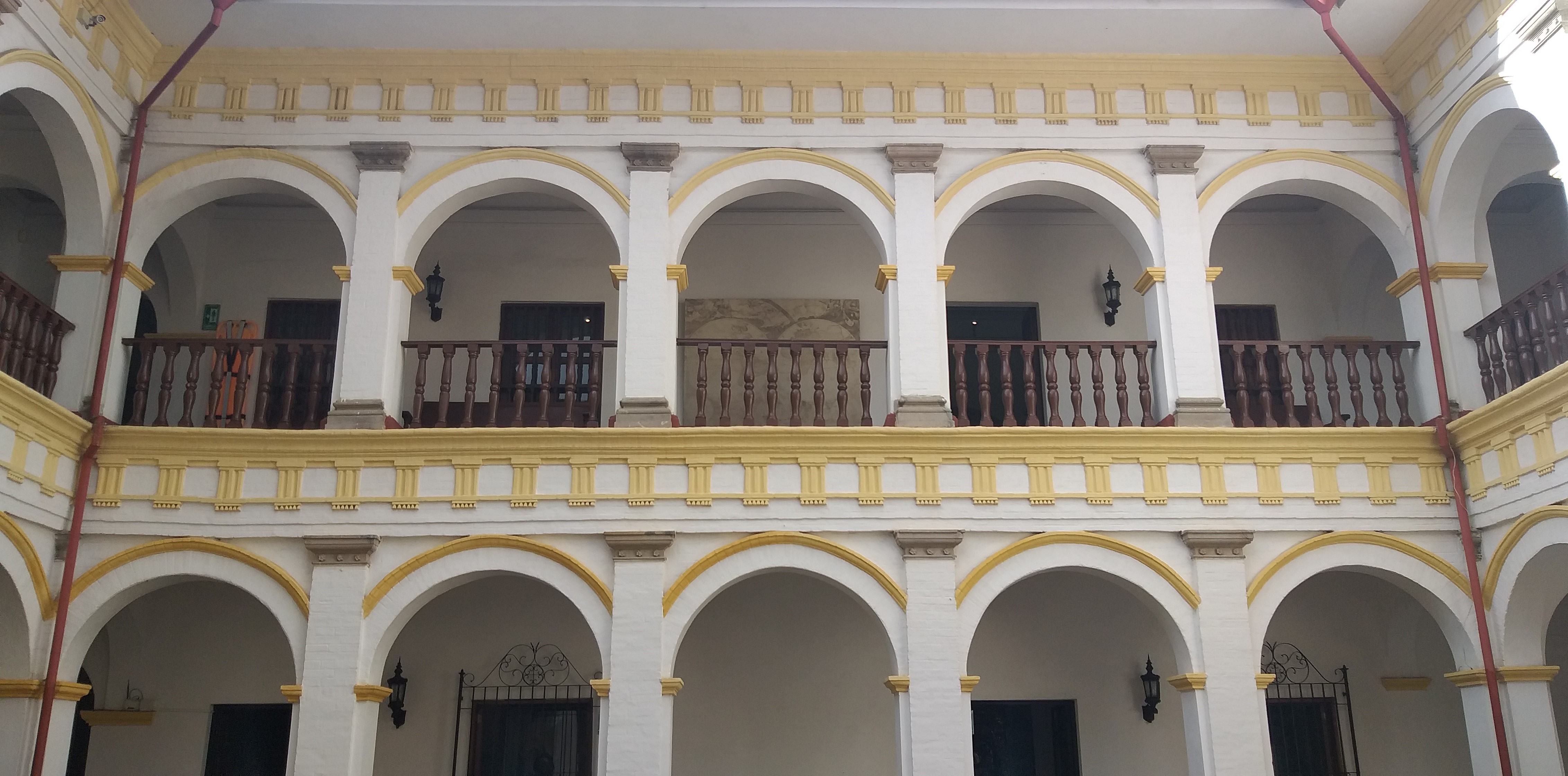
Arquerías del primer patio del museo de estilo neoclásico

27. San Mateo - Óleo sobre lienzo
28. San Marcos - Óleo sobre lienzo
29. San Lucas - Óleo sobre lienzo
30. San Juan - Óleo sobre lienzo
31. San Felipe - Óleo sobre lienzo
32. San Pablo - Óleo sobre lienzo

### Primer Piso

#### Sala Platería
Las obras que aquí se exhiben son:
1. Vitrina con varias pertenencias del Excelentísimo Monseñor Miguel Ángel Arce Vivas, arzobispo de Popayán quien fue el fundador del museo.
2. Vitrina con varias pertenencias del Excelentísimo Monseñor Samuel Silverio Buitrago, arzobispo de Popayán quien afrontó el terremoto de 1983.
3. Vitrina con varias pertenencias del Excelentísimo Monseñor Juan Manuel González Arbeláez, arzobispo de Popayán.
4. Vitrina con varias pertenencias del Excelentísimo Señor Raúl Zambrano Camader, obispo auxiliar de Popayán.
5. Colección de Floreros Europeos en porcelana
6. Ánforas en porcelana antigua del siglo XIX
7. Candeleros y velo de sagrario
8. Niño con alas - Talla en madera
9. Rosario en nácar
10. Vinajeras en cristal de roca
11. Devocionarios forrados en nácar y terciopelo
12. Vestido de la Virgen del Rosario de Santo Domingo
13. Floreros en cristal de Bacarat
14. Medallones con representaciones del Nacimiento y la Resurrección
15. Coronas y Morriones en metales preciosos
16. Cristo de procedencia italiana
17. Medallón en Mármol
18. Misal Romano con Candelero
19. Expositorio de Altar y Sagrario
20. Misal Romano del siglo XVIII -  En conjunto con el Recordatorio de la Tesis de Don Cristóbal Mosquera
21. Sagrario en plata del siglo XIX
22. Punta de Cruz con Candelero
23. La Dolorosa - Óleo sobre lienzo de origen quiteño
24. Juego de Jarra y Jofaina
25. Porta Cruz con Ciriales para la Cruz Alta de las procesiones del siglo XVIII

#### Auditorio del Museo
La última estancia está dedicada para la celebración de conferencias o encuentros con propios y turistas visitantes del museo en su interior guarda varias obras que resultan muy interesantes como:
- Una Virgen Inmaculada Apocalíptica o de Legarda
- Colección de las 14 estaciones del Vía Crucis
- Ángel de posible procedencia quiteño
- Un Cristo Crucificado, entre otras obras.

## Bóveda de las Custodias
Consta de un edificio de forma circular ubicado en el segundo patio de la casona en frente de las oficinas administrativas del mismo, la puerta de acceso al lugar es gran seguridad de tipo de las bóvedas de banco, el interior está tapizado todo por alfombra roja y en las paredes de hayan nichos donde reposan los tesoros en metales preciosos más importantes de la ciudad.
Aquí yacen las custodias de los distintos templos del centro históricos y otros elementos litúrgicos y de ornamentación de la Semana Santa como lo son:
- Custodia del Corpus Christi y la Ordinaria (Siglo XVIII) (Catedral Basílica de Nuestra Señora de la Asunción)
- Custodia de Santo Domingo (Siglo XVIII) (Claustro de Nuestra Señora del Rosario)
- Custodia de la Santísima Trinidad y la Ordinaria (Siglo XVIII) (Iglesia de San Francisco)
- Custodia de la Ermita de Jesús Nazareno (1788) (Siglo XVIII) (Ermita de Jesús Nazareno)[5]
- Custodia del Águila Bicéfala (1673) (Siglo XVII) (Iglesia de San Agustín)[6]
- Custodia de la Iglesia de la Encarnación (Siglo XVIII) (Iglesia de la Encarnación)
- Custodia de la Iglesia de San José (Siglo XVIII) (Iglesia de la Compañía de Jesús)
- Limosnero del Santo Ecce Homo (Siglo XVII) (Santuario de Belén)
- Custodia de la Iglesia de Morales (Cauca) (1617) (Siglo XVII)
- Custodia de la Iglesia de la Ximena o de San Salvador (En estilo rococó del siglo XVIII)
- Custodia de la Iglesia de Jambaló (Cauca) (Datada del siglo XVII, siendo la más antigua de la colección y de facturación indígena)
- Custodia de Gala y la Ordinaria (Siglo XIX) (Real Seminario de San Francisco de Asís de Popayán)

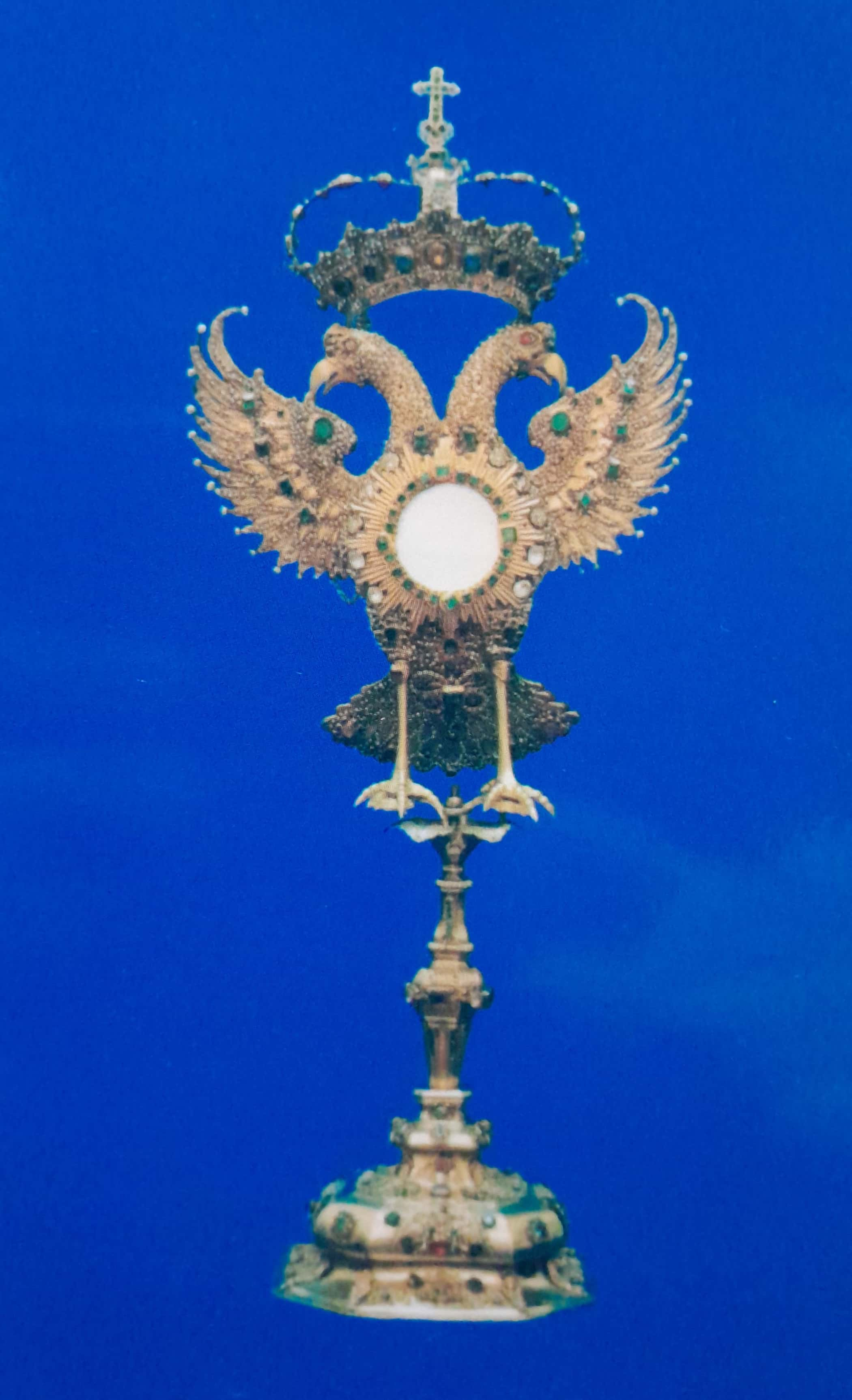
Custodia del Águila Bicéfala, obra de Antonio Rodríguez y Nicolás Álvarez del siglo XVII (1673). Iglesia de San Agustín.
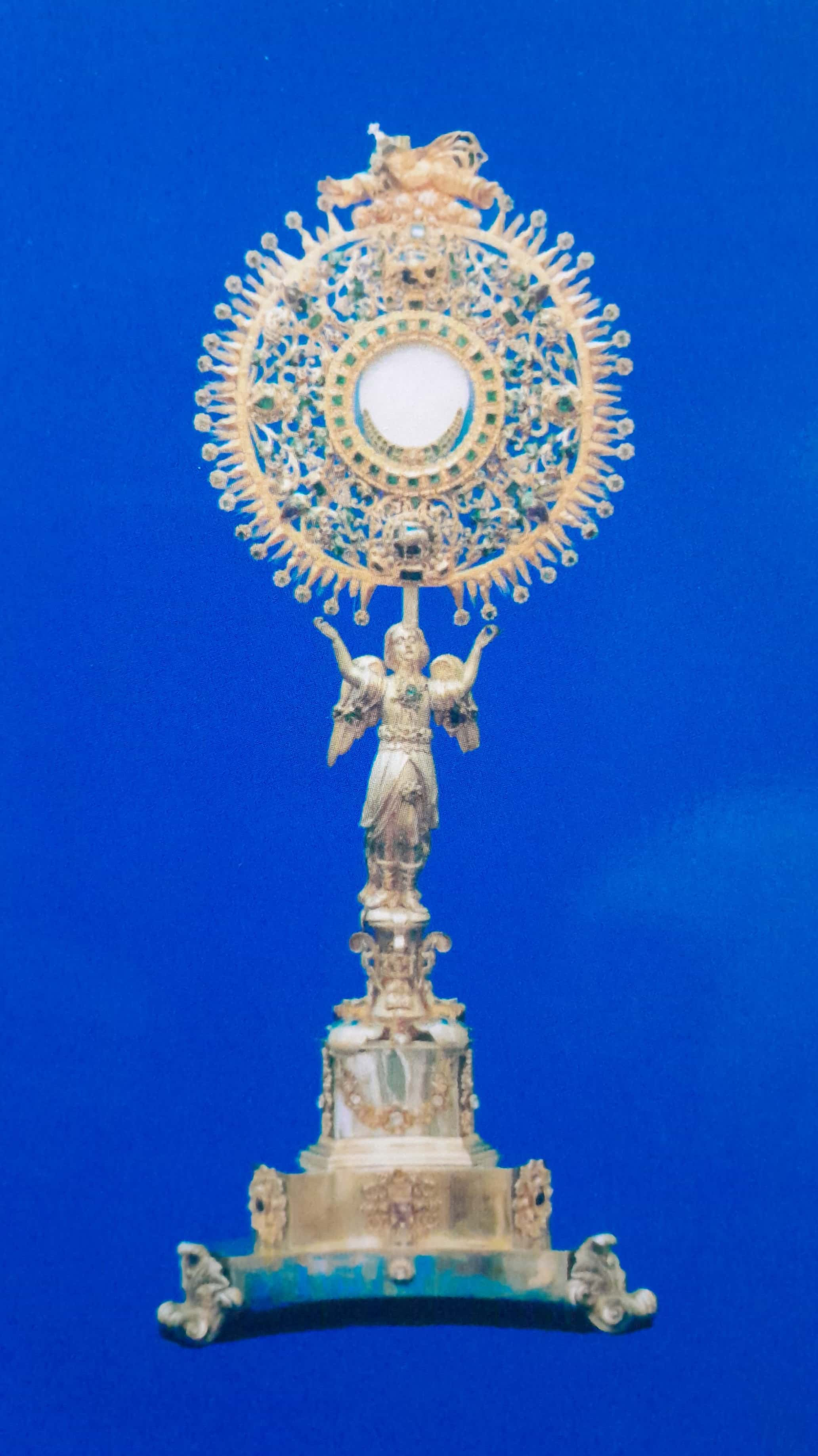
Custodia de la Santísima Trinidad, ostensorio (Sol)  es obra de José de la Iglesia del siglo XVIII. (1740)[7] y soporte es obra de E. Paredes del siglo XVIII (1873). Iglesia de San Francisco.
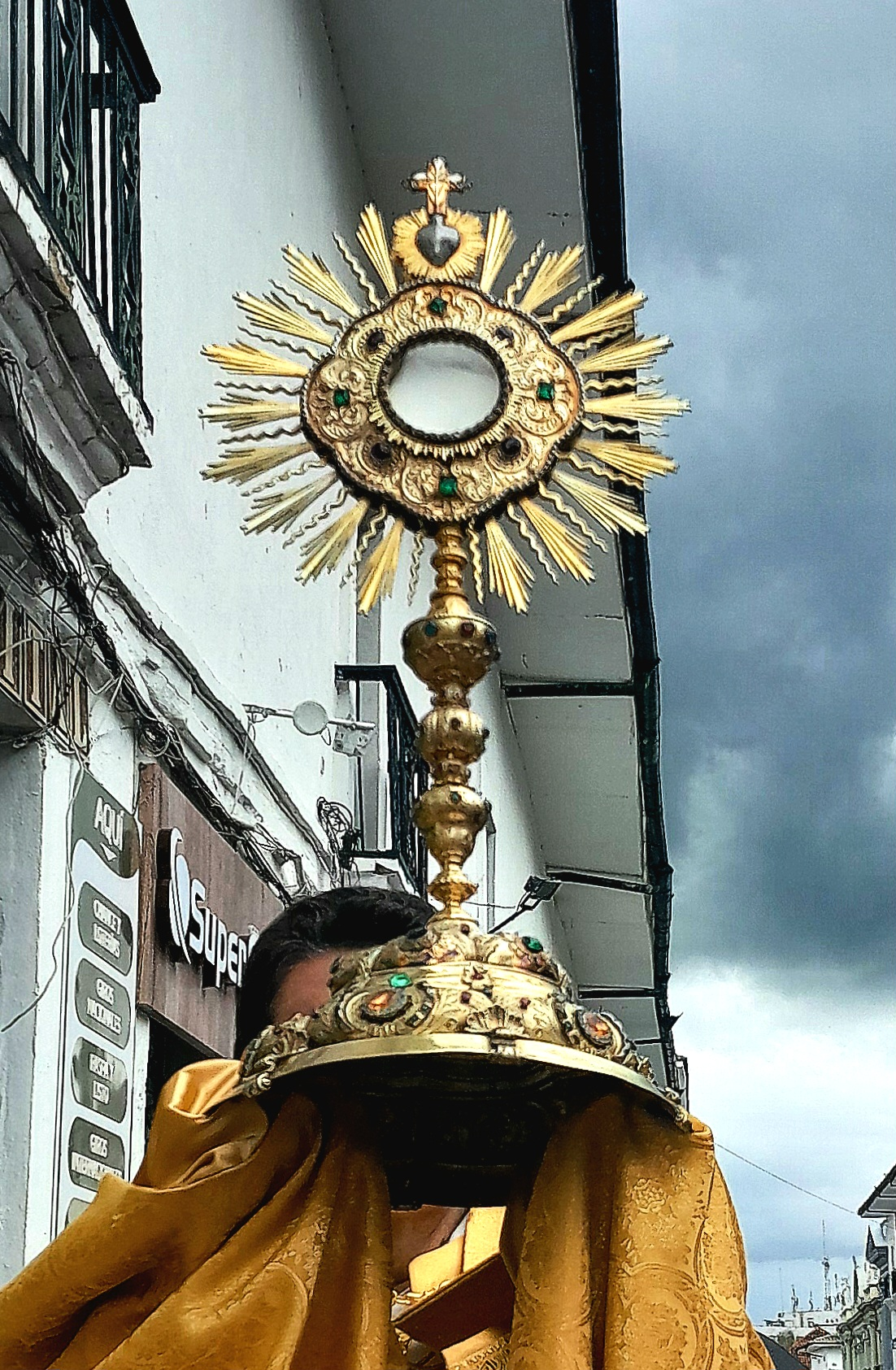
Custodia de la Ermita de Jesús Nazareno, Corpus Christi, obra de Francisco Paredes del siglo XVIII (1788). Ermita de Jesús Nazareno.
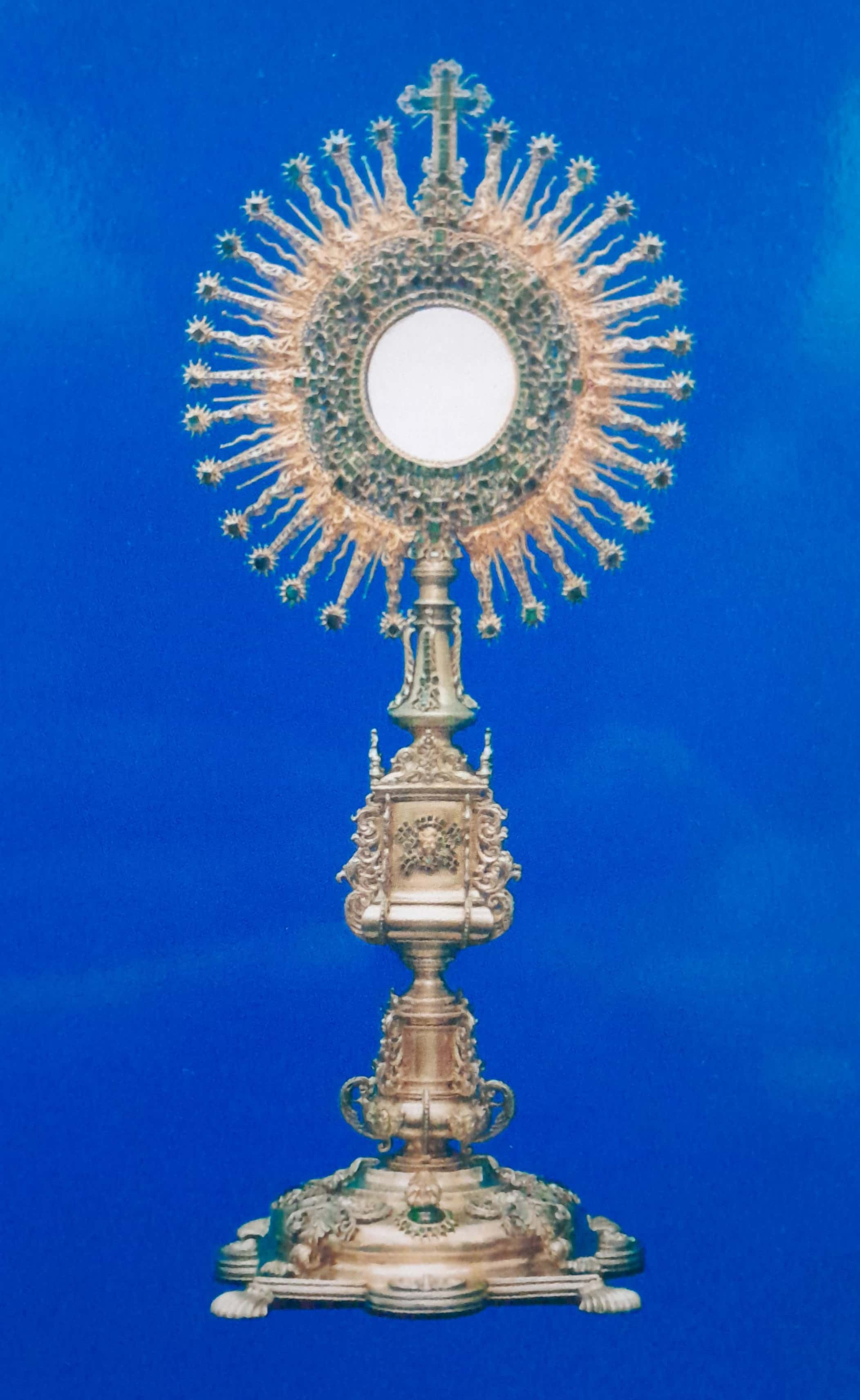
Custodia del Corpus Christi, obra anónima del siglo XVIII
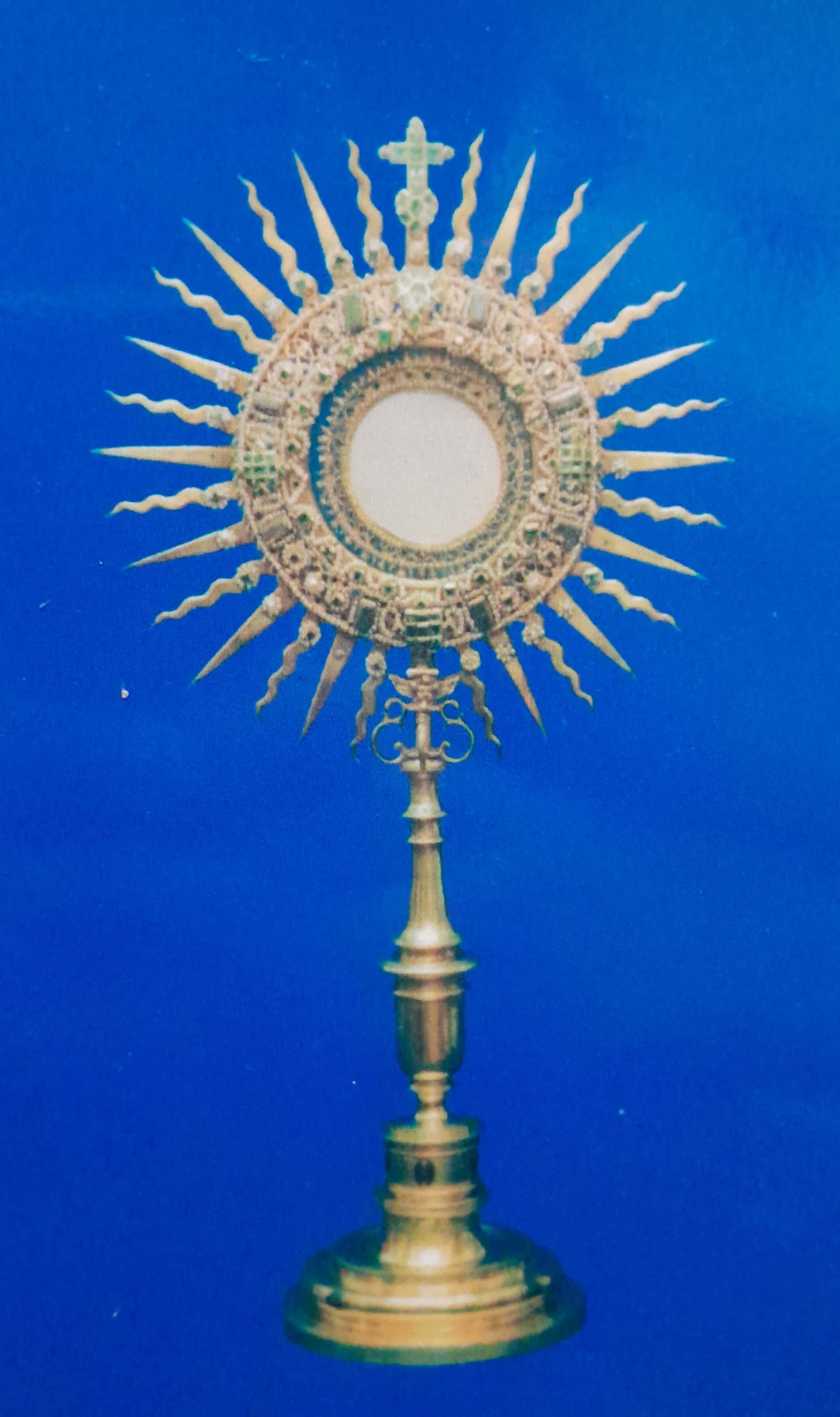
Custodia de Santo Domingo, obra anónima del siglo XVIII. Iglesia de Santo Domingo

Además de exhibirse coronas de Nuestra Señora del Rosario de la Iglesia de Santo Domingo, potencias en oro de varias imágenes de cristo (entre ellos uno atribuido al círculo de Caspicara), el expositorio de Santo Domingo, varios rosarios en plata y oro afiligranado, un anillo perteneciente a monseñor Manuel José Mosquera, relicarios con una astilla de la Vera Cruz, un fragmento de costilla de Santa Rosa de Lima y una reliquia en tercer grado de San Francisco Javier.
Los materiales con los que fueron confeccionadas las custodias y los otros tesoros de la colección van por el oro y plata normal y dorada pasando por las piedras preciosas en las que se destacan las esmeraldas, perlas de río, rubíes, diamantes, amatistas, zafiros, lapislázuli, etc. Esto se debe a que Popayán fue un centro minero ya que los propietarios de las grades haciendas extractoras tenían como residencia el centro y debido a su fervor donaron valiosos regalos para enaltecer a las iglesias y el culto a Dios.
En el centro de la bóveda esta una exhibición de distintas coronas de variado tamaño hechas en oro y plata de las diversas imágenes de la Santísima Virgen en la ciudad, además como alas de ángeles, incensarios, vinajeras e incensarios usados en las misas en el pasado.